# Lintgen (stacja kolejowa)
Lintgen (luks: Gare Lëntgen) – stacja kolejowa w Lintgen, w Luksemburgu. Została otwarta w 1862 roku przez Chemins de fer de l’Est, operatora Société royale grand-ducale des chemins de fer Guillaume-Luxembourg.
Obecnie jest stacją Société Nationale des Chemins de Fer Luxembourgeois (CFL), obsługiwaną przez pociągi Regionalbahn (RB).

## Linie kolejowe
- 10 Luksemburg – Troisvierges